# Неравновесная термодинамика

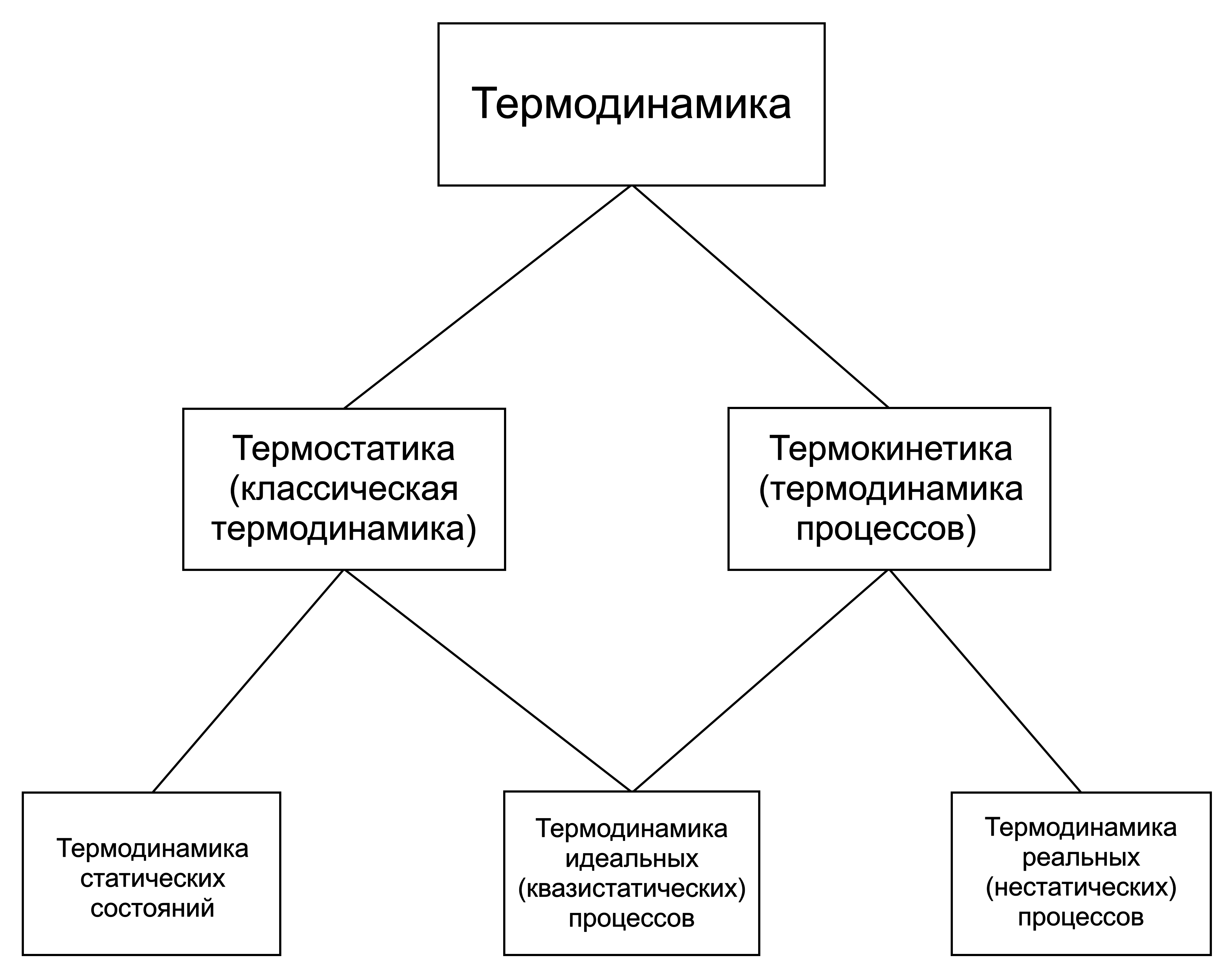
Разделы термодинамики

Неравновесная термодинамика — раздел термодинамики, изучающий системы вне состояния термодинамического равновесия и необратимые процессы. Возникновение этой области знания связано главным образом с тем, что подавляющее большинство встречающихся в природе систем находятся вдали от термодинамического равновесия.

## История
Необходимость в создании новой теории возникла в первой половине двадцатого века. Пионером в этом направлении стал Ларс Онсагер, в 1931 году опубликовавший две работы, посвященные неравновесной термодинамике. В дальнейшем значительный вклад в развитие неравновесной термодинамики внесли Эккарт, Майкснер и Райк, Д. Н. Зубарев, Пригожин, Де Гроот и Мазур, Гуров К. П. и другие. Теория неравновесных систем активно развивается и в настоящее время.

## Классическая формулировка неравновесной термодинамики

### Основные положения
Классическая неравновесная термодинамика основана на фундаментальном предположении о локальном равновесии (И. Р. Пригожин, 1945). Концепция локального равновесия заключается в том, что равновесные термодинамические соотношения справедливы для термодинамических переменных, определённых в элементарном объёме, то есть рассматриваемая система может быть мысленно разделена в пространстве на множество элементарных ячеек, достаточно больших, чтобы рассматривать их как макроскопические системы, но в то же время достаточно малых для того, чтобы состояние каждой из них было близко к состоянию равновесия. Данное предположение справедливо для очень широкого класса физических систем, что и определяет успех классической формулировки неравновесной термодинамики.
Концепция локального равновесия подразумевает, что все экстенсивные переменные (энтропия, внутренняя энергия, массовая доля компонента {\displaystyle k}) заменяются своими плотностями:
{\displaystyle s=s(\mathbf {x} ,t),\;\;\;\;u=u(\mathbf {x} ,t),\;\;\;\;c_{k}=c_{k}(\mathbf {x} ,t).}
В то же время все интенсивные переменные, такие как температура, давление и химический потенциал должны быть заменены соответствующими функциями координат и времени:
{\displaystyle T=T(\mathbf {x} ,t),\;\;\;\;p=p(\mathbf {x} ,t),\;\;\;\;\mu _{k}=\mu _{k}(\mathbf {x} ,t),}
при этом они определяются так же, как и в равновесном случае, то есть {\displaystyle T^{-1}={\frac {\partial s}{\partial u}},\;T^{-1}p={\frac {\partial s}{\partial v}},\;T^{-1}\mu _{k}={\frac {\partial s}{\partial c_{k}}}}.
Далее, посредством введенных выше функций переписываются законы и соотношения из равновесной термодинамики в локальной форме. Первое начало (закон сохранения энергии):
{\displaystyle {\frac {\partial e}{\partial t}}+\nabla \cdot {\boldsymbol {J}}^{e}=0}, {\displaystyle e} — сумма плотностей кинетической и внутренней энергий, {\displaystyle {\boldsymbol {J}}^{e}} — поток энергии.
Второе начало:
производство энтропии в каждой части системы, вызванное необратимыми процессами, неотрицательно, то есть {\displaystyle {\frac {\partial s}{\partial t}}+\nabla \cdot {\boldsymbol {J}}^{s}=\sigma ,\;\sigma \geqslant 0}.
Важную роль в классической неравновесной термодинамике играет локальная форма уравнения Гиббса—Дюгема:
{\displaystyle Tds=du+pdv-\sum _{k}\mu _{k}dc_{k}}
Переписав на последнем соотношении с учетом локальной формы закона сохранения энергии, массы, и сравнив с локальной формой второго начала, нетрудно получить следующий вид для производства энтропии:
{\displaystyle \sigma ={\boldsymbol {q}}\cdot \nabla \left({\frac {1}{T}}\right)-\sum _{k}{\boldsymbol {J}}_{k}\cdot \nabla \left({\frac {\mu _{k}}{T}}\right)-{\frac {1}{T}}p^{\nu }\nabla \cdot {\boldsymbol {\nu }}-{\frac {1}{T}}{\overset {0}{\mathbf {P} ^{\nu }}}:{\overset {0}{\mathbf {V} }}+{\frac {\rho }{T}}\sum _{l}A_{l}{\dot {\xi }}_{l}+{\frac {1}{T}}{\boldsymbol {\varepsilon }}\cdot {\boldsymbol {i}}.}
Здесь:
- {\displaystyle {\boldsymbol {q}}} — поток теплоты,
- {\displaystyle {\boldsymbol {\nu }}={\frac {1}{\rho }}\sum _{k}\rho _{k}{\boldsymbol {\nu }}_{k}} — скорость центра масс,
- {\displaystyle {\boldsymbol {J}}_{k}=\rho _{k}({\boldsymbol {\nu }}_{k}-{\boldsymbol {\nu }})} — поток диффузии,
- тензор вязких напряжений разложен следующим образом: {\displaystyle \mathbf {P} =p\mathbf {U} +p^{\nu }\mathbf {U} +{\overset {0}{\mathbf {P} ^{\nu }}}}, где тензор вязкого давления {\displaystyle \mathbf {P} ^{\nu }} разложен на объемное вязкое давление {\displaystyle p^{\nu }} и девиатор с нулевым следом {\displaystyle {\overset {0}{\mathbf {P} ^{\nu }}}},
- аналогично, тензор скоростей деформации может быть разложен следующим образом: {\displaystyle \mathbf {V} ={\frac {1}{3}}(\nabla \cdot {\boldsymbol {\nu }})\mathbf {U} +{\overset {0}{\mathbf {V} ^{\nu }}}},
- двоеточие {\displaystyle :} — двойное скалярное произведение тензоров,
- {\displaystyle A_{l}} — химическое сродство реакции {\displaystyle l}, {\displaystyle \xi _{l}} — соответствующая степень полноты реакции,
- {\displaystyle {\boldsymbol {\varepsilon }}={\boldsymbol {E}}+{\boldsymbol {\nu }}\times {\boldsymbol {B}}} — электрическое поле в системе координат, движущейся со скоростью {\displaystyle {\boldsymbol {\nu }}}, {\displaystyle {\boldsymbol {i}}=\sum _{k}z_{k}{\boldsymbol {J}}_{k}} — ток проводимости.

### Потоки и силы
В рамках классической неравновесной термодинамики описание необратимых процессов происходит при помощи термодинамических сил и термодинамических потоков. Основанием для введения данных величин является то, что через них производство энтропии выражается в простой форме. Дадим явные выражения для различных сил и потоков. Из приведенного выше выражения для производства энтропии видно, что {\displaystyle \sigma } представляет собой билинейную форму:
{\displaystyle \sigma =\sum _{\alpha }J_{\alpha }X_{\alpha }},
где {\displaystyle J_{\alpha }} — термодинамический поток, {\displaystyle X_{\alpha }} — термодинамическая сила. Следует особо подчеркнуть произвольность разделения на термодинамические потоки и силы. Например, множитель {\displaystyle {\frac {1}{T}}} можно отнести не к силе, а к потоку. Силы и потоки можно даже поменять местами, однако всё же естественно считать, что термодинамические силы порождают термодинамические потоки, как градиент температуры порождает поток теплоты. Пример разделения сил и потоков показан в таблице:
| Сила {\displaystyle X_{\alpha }}  | {\displaystyle \nabla {\frac {1}{T}}} | {\displaystyle -\nabla {\frac {\mu _{k}}{T}}} | {\displaystyle -{\frac {1}{T}}\nabla \cdot {\boldsymbol {\nu }}} | {\displaystyle -{\frac {1}{T}}{\overset {0}{\mathbf {V} }}} | {\displaystyle -{\frac {1}{T}}A_{l}} | {\displaystyle -{\frac {1}{T}}{\boldsymbol {\varepsilon }}} |
| Поток {\displaystyle J_{\alpha }} | {\displaystyle {\boldsymbol {q}}}     | {\displaystyle {\boldsymbol {J}}_{k}}         | {\displaystyle p^{\nu }}                                         | {\displaystyle {\overset {0}{\mathbf {P} ^{\nu }}}}         | {\displaystyle \rho {\dot {\xi }}}   | {\displaystyle {\boldsymbol {i}}}                           |

Как видно, потоки и силы могут быть не только скалярами, но также векторами и тензорами.

### Линейные материальные уравнения
Потоки являются неизвестными величинами, в отличие от сил, которые представляют собой функции от переменных состояния и/или их градиентов. Экспериментально установлено, что потоки и силы связаны друг с другом, причем заданный поток зависит не только от своей силы, но может зависеть также от других термодинамических сил и от переменных состояния:
{\displaystyle J_{\alpha }=J_{\alpha }(X_{1},\dots X_{\alpha };\,T,p,c_{k}).}
Соотношения такого вида между потоками и силами называются феноменологическими соотношениями или материальными уравнениями. Они в совокупности с уравнениями баланса массы, импульса и энергии представляют замкнутую систему уравнений, которая может быть решена при заданных начальных и граничных условиях. Так как в положении термодинамического равновесия силы и потоки обращаются в нуль, то разложение материального уравнения вблизи положения равновесия принимает следующий вид:
{\displaystyle J_{\alpha }=\sum _{\beta }L_{\alpha \beta }X_{\beta },\;\;\;\;L_{\alpha \beta }={\frac {\partial J_{\alpha }}{\partial X_{\beta }}}.}
Величины {\displaystyle L_{\alpha \beta }} называются феноменологическими коэффициентами и в общем случае зависят от переменных состояния {\displaystyle T}, {\displaystyle p} и {\displaystyle c_{k}}. Важно отдавать себе отчет в том, что, например, такая сила, как {\displaystyle \nabla {\frac {1}{T}}} способна вызывать не только поток теплоты {\displaystyle {\boldsymbol {q}}}, но электрический ток {\displaystyle {\boldsymbol {i}}}. На феноменологические коэффициенты накладывается ряд ограничений, подробнее о них изложено в соответствующей статье.
Другим важным результатом, полученным в рамках линейной неравновесной термодинамики, является теорема о минимуме производства энтропии:
В линейном режиме полное производство энтропии в системе, подверженной потоку энергии и вещества, в неравновесном стационарном состоянии достигает минимального значения.
Также в этом случае (линейный режим, стационарное состояние) показано, что потоки с собственными нулевыми силами равны нулю. Таким образом, например, при наличии постоянного градиента температуры, но при отсутствии поддерживаемого градиента концентрации система приходит к состоянию с постоянным потоком тепла, но с отсутствием потока вещества.

## Системы вне локального равновесия
Несмотря на успехи классического подхода, у него есть существенный недостаток — он основывается на предположении о локальном равновесии, что может оказаться слишком грубым допущением для достаточно обширного класса систем и процессов, таких как системы с памятью, растворы полимеров, сверхтекучие жидкости, суспензии, наноматериалы, распространение ультразвука в газах, гидродинамика фононов, ударные волны, разреженные газы и т. д. Важнейшими критериями, которые предопределяет, к какому из термодинамических подходов следует обратиться исследователю при математическом моделировании конкретной системы, являются скорость изучаемого процесса и желаемый уровень согласия теоретических результатов с экспериментом. Классическая равновесная термодинамика рассматривает квазистатические процессы, классическая неравновесная термодинамика — относительно медленные неравновесные процессы (теплопроводность, диффузию и т. п.) Ограничения, накладываемые принципом локального равновесия на скорость моделируемого процесса, снимаются в таких подходах к построению неравновесной термодинамики, как рациональная термодинамика и расширенная неравновесная термодинамика.

## Рациональная термодинамика

### Историческая справка
Рациональная термодинамика рассматривает термические явления в сплошных средах на основе нетрадиционного подхода К. Трусделла, П. А. Жилина и их последователей: «традиционный подход… ни в коем случае не является неправильным, однако он не удовлетворяет современным требованиям строгости и ясности». К. Трусделл ведёт отсчёт истории рациональной термодинамики от работ Б. Коулмена и У. Нолла 1950-х годов (см. Noll, 1975).
Цель продолжающей развиваться рациональной термодинамики — создать строгую математическую аксиоматику исходных положений термомеханики сплошных сред с тем, чтобы она охватывала по возможности максимально широкий класс моделей, а интуитивные представления о физических явлениях нашли своё выражение в математической форме определяющих соотношений. Фундамент теории строится на базе таких математических структур и понятий, как векторные, метрические и топологические пространства, непрерывные и дифференцируемые отображения, многообразия, тензоры, группы и их представления и т. п. Для простых объектов такой усложненный подход не требуется, но для более сложных явлений в сплошных средах, например вязкоупругости, ползучести, эффектов памяти (гистерезис), релаксации и т. п., построение феноменологических моделей часто наталкивается на трудности, значительная часть которых относится к формированию адекватного математического аппарата. Поэтому точное описание математической структуры объекта на основе аксиоматики и её логических следствий имеет не только методический интерес, но и прикладное значение.

### Особенности рациональной термодинамики
- Рациональная термодинамика не подразделяет термодинамику на равновесную и неравновесную; обе эти дисциплины рассматриваются как единая часть физики сплошных сред. Время изначально в явном виде входит в уравнения рациональной термодинамики.
- Взамен принципа локального равновесия используют гипотезу о наличии у материалов памяти, согласно которой поведение системы в данный момент времени определяется не только текущими значениями переменных, но и их предысторией.
- Разрешено использовать те и только те понятия, которые допускают формализацию.
- Рассматриваются не природные объекты, а тела — математические понятия, полученные абстрагированием некоторых общих черт многих природных объектов. Теория устанавливает общие законы, которым подчиняются все тела.
- Конкретные тела (материалы) описывают посредством математических моделей, которые представляют собой наборы определяющих уравнений; в состоянии термодинамического равновесия в качестве определяющих уравнений выступают уравнения состояния.
- Исходными неопределяемыми переменными теории являются пространственные координаты, время, масса, температура, энергия и скорость подвода/отвода теплоты. Они вводятся априори и в рамках рациональной термодинамики не имеют точной физической интерпретации.
- В рациональной термодинамике не обосновывают существование температуры на основе представлений о термическом равновесии; более того, такого рода доказательства рассматриваются как «порочные круги метафизики»[15]. В отличие от тех систем построения термодинамики, в которых температуру выражают через внутреннюю энергию и энтропию[16][17], в рациональной термодинамике, наоборот, энтропию выражают через внутреннюю энергию и температуру.
- Второе начало термодинамики рассматривается не как ограничение на возможные процессы, а как ограничение на допустимый вид уравнений, описывающих реальные системы и процессы[18].
- Терминология, используемая в работах по рациональной термодинамике, часто отличается от общепринятой (например, энтропия может называться «калорией»), что затрудняет восприятие.

## Расширенная неравновесная термодинамика
Расширенная неравновесная термодинамика ориентирована на рассмотрение процессов в ситуациях, когда характерное время процесса сравнимо со временем релаксации. Она базируется на отказе от принципа локального равновесия и обусловленного этим обстоятельством применением дополнительных переменных для задания локально-неравновесного состояния элементарного объёма среды. В этом случае в выражения для энтропии, потока энтропии и скорости возникновения энтропии включают дополнительные независимые переменные, в качестве которых используют диссипативные потоки, то есть поток энергии, поток массы и тензор напряжений, а также потоки второго и более высоких порядков (поток потока энергии и т. д.). Такой подход хорошо зарекомендовал себя для описания быстрых процессов и для малых линейных масштабов.
Отказ от формализма классической неравновесной термодинамики с математической точки зрения означает замену дифференциальных уравнений параболического типа на гиперболические дифференциальные уравнения для диссипативных потоков эволюционного (релаксационного) типа. Это, в свою очередь, означает замену противоречащих как экспериментальным данным, так и принципу причинности моделей с бесконечной скоростью распространения возмущений в сплошной среде (типа модели Фурье, в соответствии с которой изменение температуры в какой-то точке мгновенно распространяется на всё тело) на модели с конечной скоростью распространения возмущений.
Уравнение теплопроводности гиперболического типа сочетает в себе свойства как классического закона Фурье, описывающего чисто диссипативный способ передачи энергии, так и волнового уравнения, описывающего распространение незатухающих волн. Это объясняет экспериментально наблюдаемые волновые свойства процесса теплопереноса при низких температурах — распространение тепловой волны с конечной скоростью, отражение тепловой волны от теплоизолированной границы, а при падении на границу раздела двух сред частичное отражение и частичное прохождение в другую среду, интерференцию тепловых волн.
Последовательное введение потоков второго и более высокого порядков приводит к тому, что математические модели, описывающие локально-неравновесные процессы переноса, представляют собой иерархическую последовательность дифференциальных уравнений в частных производных, порядок которых увеличивается с увеличением степени отклонения системы от локального равновесия.

## Гамильтоновы формулировки неравновесной термодинамики
Гамильтонова формулировка неравновесной термодинамики привлекает элегантностью, лаконичностью и мощными численными методами, разработанными для гамильтоновых систем. Рассмотрению связи между принципом Гамильтона и интегральным вариационным принципом Дьярмати посвящён раздел в монографии.